# Unfrei
Unfrei (englisch carriage forward, Abkürzung: C/F) ist eine Frankatur und Handelsklausel, wonach der Verkäufer oder Lieferant die Transportkosten bis zur Versandstation (z. B. Bahnhof, Hafen, Flughafen, Paketshop, Postfiliale) zu tragen hat. Gegensatz ist frachtfrei.

## Allgemeines
Der Handel und Außenhandel zwischen Verkäufern oder Exporteuren einerseits und Käufern oder Importeuren andererseits kann reibungslos nur funktionieren, wenn die Lieferungs- und Zahlungsbedingungen standardisierte und allgemein anerkannte Handelsklauseln vorsehen, die den Gefahrübergang, die Transportkosten und das Transportrisiko regeln. Sie müssen klarstellen, ob Verkäufer/Exporteur oder Käufer/Importeur allein oder beide anteilig hieran partizipieren.

## Inhalt
Voraussetzung für die Vereinbarung der Klausel „unfrei“ ist eine Lieferkette, bei der es mindestens zwei Frachtführer gibt (kombinierter Verkehr). Das ist beispielsweise der Fall, wenn die Ware von der Fabrik mit einem Versandspediteur zum Bahnhof gebracht wird (Vorlauf), von dort aus mit dem Güterzug zum Bestimmungsbahnhof gelangt (Hauptlauf) und schließlich mit einem Empfangsspediteur zum Käufer transportiert wird (Nachlauf).
Die Transportkosten des Vor- und Nachlaufs werden Rollgeld genannt. Bei der Klausel „unfrei“ übernimmt der Verkäufer lediglich das Rollgeld des Vorlaufs („Rollgeld I“), während der Käufer entsprechend die Transportkosten des Hauptlaufs und das Rollgeld des Nachlaufs („Rollgeld II“) zu tragen hat.

## Rechtsfragen
Derartige Handelsklauseln wie „unfrei“ fallen unter die „Gewohnheiten und Gebräuche“ des § 346 HGB, die lediglich bei Handelsgeschäften zwischen Kaufleuten gelten. Bei Nichtkaufleuten (etwa Verbrauchern) sind derartige Handelsklauseln nur anwendbar, wenn diese wie Kaufleute am Handelsverkehr teilnehmen und ihnen diese Handelsbräuche bekannt sind. Ist ein Verbraucher als Vertragspartei beteiligt, muss er sie nicht gegen sich gelten lassen, sondern kann eine genaue Erläuterung des Wortes verlangen. Das Wort „unfrei“ ist für den objektiven Empfängerhorizont eines verständigen Verbrauchers unverständlich und gilt als unangemessene Benachteiligung, die nach § 307 Abs. 1 BGB unwirksam ist.
Die Klausel „unfrei“ ist keine verbindliche Handelsklausel; sie bringt nur zum Ausdruck, dass die gesetzliche Kostenregelung des § 448 Abs. 1 BGB nicht abbedungen ist. Danach trägt der Verkäufer die Kosten der Übergabe der Ware, der Käufer die Kosten der Abnahme und der Versendung der Ware nach einem anderen Ort als dem Erfüllungsort.
Das Transportrisiko übernimmt der Verkäufer bei „unfrei“ lediglich bis zur Ablieferung an den ersten Frachtführer. Der gesetzliche Gefahrübergang wird hierdurch nicht berührt. Jeder weitere Frachtführer muss sich um die Einziehung der Fracht vom Empfänger bemühen; seine Forderungen aus unbezahlter Fracht sind durch das gesetzliche Pfandrecht des Frachtführers (§§ 440 und § 441 HGB) oder Spediteurs (§ 464 HGB) am Frachtgut gesichert. Der Frachtführer ist berechtigt, die Übergabe des Frachtgutes von der Zahlung des Empfängers abhängig zu machen (§ 420 Abs. 1 HGB). Der Verkäufer bleibt weiterhin zur Frachtzahlung verpflichtet, solange die Frachtforderung nicht erloschen ist (§ 421 Abs. 4 HGB).

## Incoterms
Für „Unfrei“ gibt es keinen entsprechenden Incoterm, weil es in den Incoterms keine Vorschriften gibt, die den Beförderer zur Rechnungsstellung an den Empfänger verpflichten. Die Rechnung wird durch den Absender erstellt. Für die Wahl des Incoterms zur Frankatur ist zu unterscheiden, ob die Kosten und Gefahren für den Haupttransport vom Versender oder Empfänger getragen werden. Das entsprechende Incoterm ist dann die Absendeklausel FCA (englisch Free carrier, „frei Frachtführer“).

## Abgrenzung
Nicht zu verwechseln ist „unfrei“ mit der Nachnahme nach § 422 HGB. Hiernach ist anzunehmen, dass der Rechnungsbetrag in bar oder in Form eines gleichwertigen Zahlungsmittels einzuziehen ist, wenn die Vertragsparteien vereinbart haben, dass das Frachtgut nur gegen Einziehung einer Nachnahme an den Empfänger abgeliefert werden darf. Während bei „unfrei“ der Verkäufer den Frachtführer lediglich hinsichtlich des Frachtzahlungsanspruchs auf den Empfänger verweist, steht der Anspruch auf Auskehrung des Nachnahmebetrages allein dem Verkäufer zu.